# Sposobnost za ljubav i rad
Sposobnost za ljubav rad - O.L.I. Integrativna Psihodinamska Psihoterapija je knjiga čiji je autor Nebojša Jovanović. Prvi put je štampana u novembru 2013. godine u tiražu od 500 primeraka, u dva toma. U pitanju je prvo delo iz oblasti O.L.I. integrativne psihodinamske psihoterapije. Pisana je na srpskom jeziku. Ima 1307 strana. Izdavač je Beoknjiga.  978-86-7694-428-6.
Sposobnost za ljubav rad - O.L.I. Integrativna Psihodinamska Psihoterapija se, po dozvoli autora, može objaviti na stranicama Vikipedije na srpskom jeziku pod uslovima Licence za slobodnu dokumentaciju GNU-a.
Prema recenziji prof. dr Marije Zotović i dr Jelice Petrović u ovoj knjizi iznesene su neke postojeće ideje o ljudskom razvoju, koje su nadalje nezavisno razvijane i predstavljene kao originalna i konzistentna teorija.
Teorijske i metodološke postavke O.L.I. Integrativne Psihodinamske Psihoterapije, iznete u ovoj knjizi, prihvaćene su od referentnih naučno-stručnih institucija, O.L.I. metod je akreditovan od strane Udruženja za psihoterapiju, savetovanje i koučing Srbije i verifikovane od Sekcije za psihoterapiju, savetovanje i koučing psihologiju Društva Psihologa Srbije. U Društvu Psihologa Srbije osnovana je i sekcija za O.L.I. Integrativnu Psihodinamsku Psihoterapiju.

## Tematske celine knjige
U knjizi je obrađeno nekoliko ključnih tematskih celina:
- bazične emocionalne kompetencije - sposobnosti za obradu i upravljanje emocijama koje su preuzete iz psihoanalitičkog referentnog okvira. Autor predstavlja razvojne psihoanalitičke teorije koje govore o razvoju i mogućim devijacijama bazičnih sposobnosti za obradu emocija: neutralizacije, mentalizacije, celovitosti objekta konstantnosti objekta, tolerancije na ambivalenciju, tolerancije na frustraciju, volje i inicijative,
- metodološki aspekti psihoterapijskog rada na razvoju i deblokiranju emocionalnih kompetencija. Autor prikazuje tehnike različitih psihoterapijskih pravaca (psihoanalize, geštalt terapije, transakcione analize, REBT-a, telesnih psihoterapija...) i originalne tehnike O.L.I. metoda koje se mogu koristiti za razvoj i deblokiranje određenih emocionalnih kompetencija i postavlja “taksonomiju terapijskih ciljeva”, klasifikaciju terapijskih tehnika i vrsta učenja koje se odvijaju u terapiji i mogu pomoći u razvoju bazičnih emocionalnih kompetencija,
- sposobnost za ljubav: autor prikazuje na koji se način nedostaci u razvoju pojedinačnih bazičnih emocionalnih kompetencija reflektuju na sposobnost osobe za zrelu ljubav,
- sposobnost za rad: autor prikazuje na koji se način nedostaci u razvoju pojedinačnih bazičnih emocionalnih kompetencija reflektuju na različite deficite u sposobnosti osobe za rad,
- koncept razvojnih zadataka: autor daje spisak razvojnih zadataka čoveka u svim životnim uzrastima i elaborira uticaj razvijenosti bazičnih emocionalnih kompetencija na mogućnost ostvarivanja razvojnih zadataka.
- vrednosna orijentacija O.L.I. metoda - dobar čovek kao terapijski cilj: autor iznosi vrednosti na kojima se zasniva O.L.I. metod i elaborira koncept dobrog čoveka kao terapijskog cilja i osnove mentalnog zdravlja. Adekvatan razvoj svih bazičnih emocionalnih kompetencija, sposobnosti za ljubav i rad, dovodi do razvoja najsloženije sposobnosti koju autor naziva tolerancija na egzistenciju i obrađuje u poslednjem poglavlju.